# Република Махабад
Република Махабад (на кюрдски: کۆماری مەهاباد; на персийски: جمهوری مهاباد) е кратко просъществувала, самопровъзгласила се държава на територията на днешен Иран. Съществува по подобие на Автономна република Азербайджан.
Столица е град Махабад, в северозападната част на Иран. Територията обхваща Махабад и съседните градове на Пираншахр и Ушнавия. Основаването и краят на републиката е част от Иранската криза в зората на Студената война.

## Предпоставки
Иран е нападнат от съюзниците в края на август 1941 г., като руснаците контролират северната част. При липсата на централно правителство, руснаците се опитват да анексират северозападен Иран към Съветския съюз, като насърчават кюрдския национализъм. Тези фактори водят до кюрдския манифест, който иска автономия и самоуправление на кюрдския народ в Иран в рамките на иранската държава.
В град Махабад, населен предимно с кюрди, комитет от средната класа, с подкрепата на племенните вождове превзема местната администрация. Политическа партия, наречена „Обществото за възраждане на Кюрдистан“ (Komeley Jiyanewey Kurdistan) се формира. Кази Мохамед, глава на семейство на религиозни юристи, е избран за председател на партията. Въпреки че републиката не е обявена до края на декември 1945 г., комитета на Кази управлява региона за повече от пет години до падането на републиката.

## Основаване
През септември 1945 г. Кази Мохамед и други кюрдски лидери отиват до Табриз, търсейки подкрепата на Съветския консул за провъзгласяване на нова република, като след това са пренасочени към Баку, Азербайджанска ССР. Там те научават, че Демократическата партия на Азербайджан планира да поеме контрола над Ирански Азербайджан. На 10 декември, Демократическата партия поема контрола над остана Източен Азербайджан от иранските правителствените сили, формирайки Автономна република Азербайджан. Кази Мохамед решава да направи същото, и на 15 декември кюрдска народна власт е издигната в Махабад. На 22 януари 1946 г. е обявено създаването на Република Махабад. Някои от целите, посочени в манифеста включват:
- Автономия на иранските кюрди в иранската държава.
- Използване на кюрдски език в средното образование и администрацията.
- Избор на провинциален съвет за Кюрдистан, който да решава държавните и социални въпроси.
- Всички държавни служители да бъдат с местен произход.
- Единство и братство с азербайджанците.
- Създаване на единен закон за селяните и видните личности.

## Отношения със СССР
Република Махабад е зависима от подкрепата на Съветския съюз. Арчибалд Бълох Рузвелт младши, внук на бившия президент на САЩ Теодор Рузвелт, пише в „Кюрдска република Махабад“, че основният проблем на народната власт там е, че на кюрдите е необходима помощта на СССР. Само с Червената армия те имат шанс. Въпреки това, близките отношения със СССР отчуждават републиката от повечето западни сили, карайки ги да застанат на страната на Иран. Кази Мохамед не отрича, че републиката му е финансирана и въоръжавана от руснаците, но отрича, че кюрдската партия е комунистическа партия. Той твърди, че това е лъжа, разпространявана от иранските военни власти и добавя, че идеалите му са много различни от тези на руснаците. След падането на Махабад, руснаците допускат безопасното преминаване на Мустафа Барзани и неговите последователи в Съветския съюз.
Докато кюрдските националистически лидери Абдул Рахман Гасемлу и Джалал Талабани подчертават съветската дружба и подкрепа, други като Робърт Росоу мл., американският дипломатически представител в съседен Азербайджан, и историка Уилям Лин Уестърман наричат републиката марионетна на СССР. Това понятие също е широко разпространено сред кюрдските племенни лидери, много от които не са съгласни с ръководството на Кази Мохамед.
Руснаците не поддържат гарнизон близо до Махабад и не разполагат с никакви агенти, за да упражнят голямо влияние. Те насърчават управлението на Мохамед, с практически доброжелателни операции, като например предоставяне на моторни превозни средства, отблъскване на иранската армия, както и закупуване на цялата реколта от тютюн. От друга страна, руснаците първоначално не харесват отказа на кюрдската власт, да се абсорбират в по-голямата Демократична република Азербайджан, и не желаят формирането на независима кюрдска държава.

## Разпадане
На 26 март 1946 г., в резултат на натиск от страна на западните сили, включително САЩ, СССР, обещават на иранското правителство, че ще се оттеглят от Северозападен Иран. През юни същата година Иран отново потвърждава своя контрол над ирански Азербайджан. Този ход изолира Република Махабад, което в крайна сметка води до разпада ѝ.
Вътрешната подкрепа към Кази Мохамед намалява, особено сред по-кюрдските племена, които го подкрепят първоначално. Техните култури и провизии намаляват, както и техния начин на живот се утежнява в резултат от изолацията. Икономическа и военна помощ от страна на Съветския съюз няма, и племената не виждат причина да го подкрепят. Жителите на града и племената не се разбират. Техните лидери подкрепят Кази Мохамед само за икономическата и военната си помощ от Съветския съюз. След като тя изчезва, много от тях не виждат никаква причина да го подкрепят. Други племена не искат да споделят своите вече намаляващи ресурси с тях. Някои кюрди дезертират от Махабад, включително един от командирите на армията Амир Хан. Махабад е в икономически фалит, и е почти невъзможно да бъде икономически независима без Иран.
На 5 декември 1946 г. военния съвет, убеждава Кази Мохамед, че ще се бори срещу иранската армия, ако тя се опита да нахлуе в региона.
На 15 декември 1946 г., иранските сили си връщат контрола над Махабад. Те закриват кюрдската печатна преса, забраняват преподаването на кюрдски език и изгарят всички кюрдски книги, които намират. По-късно, на 31 март 1947 г., Кази Мохамед е обесен в Махабад по обвинения в държавна измяна.

## Последици
Мустафа Барзани и неговите войници от Иракски Кюрдистан, образуват гръбнака на въоръжените сили на републиката. След падането на републиката, повечето от войниците и четирима офицери от иракската армия решават да се върнат в Ирак. Офицерите са осъдени на смърт при връщането си в Ирак и днес са почитани заедно с Кази Мохамед като герои мъченици за Кюрдистан. Няколко стотин от войниците избират да останат с Барзани. Те побеждават всички усилия на иранската армия да ги превземе в продължение на пет седмици през март и достигат до Съветски Азербайджан.
През октомври 1958 г. Мустафа Барзани се връща в Северен Ирак, където започва серия от борби за независима кюрдска област, носеща същия флаг, който е използван в Махабад.
Масуд Барзани, президент на Иракски Кюрдистан от 2005 г., е син на Мустафа Барзани. Той е роден в Махабад, когато баща му е началник на армията там.